# Кулешиха (Вологодская область)
Кулешиха — деревня в Харовском районе Вологодской области.
Входит в состав Азлецкого сельского поселения, с точки зрения административно-территориального деления — в Азлецкий сельсовет.
Расстояние по автодороге до районного центра Харовска — 72 км, до центра муниципального образования Поповки — 18 км. Ближайшие населённые пункты — Междуречье, Дор, Крутец.
По переписи 2002 года население — 3 человека.